# 小林秀之
小林 秀之（こばやし ひでゆき、1952年2月1日 - ）は、日本の法学者。専門は、民事訴訟法・国際民事訴訟法・倒産法・PL法。一橋大学名誉教授。上智大学教授等を歴任。弁護士（第二東京弁護士会所属）。石川県金沢市生まれ。

## 来歴・人物
1970年東京教育大学附属駒場高等学校（現筑波大学附属駒場高等学校）卒業、1974年東京大学法学部首席卒業。東京大学在学中の1973年に司法試験に2位で合格。1976年最高裁判所司法研修所修了。
1976年東京大学法学部助手（指導教授：三ヶ月章）、1980年上智大学法学部助教授、1989年上智大学法学部教授、2004年上智大学法科大学院教授、2004年一橋大学大学院国際企業戦略研究科教授、上智大学法科大学院非常勤講師。イェール大学ロースクール客員研究員、ミシガン大学ロースクール客員研究員、財務省財政審議会専門委員を務める。
上智大学教授時代の弟子に山本浩美（前南山大学法科大学院教授、現在国士舘大学教授）や齋藤善人（鹿児島大学法文学部教授）がいる。原強（上智大学特別契約教授）は、助教授時代のゼミ1期生。
アンダーソン・毛利・友常法律事務所で顧問を務め、2007年7月に東京青山・青木・狛法律事務所ベーカー&マッケンジー外国法事務弁護士事務所（外国法共同事業）に移籍してパートナーとなり、2008年7月にブレークモア法律事務所に移籍してパートナーとなる。2017年一橋大学停年退官。SBI大学院大学経営管理研究科教授。2019年にフェアネス法律事務所に移籍。2023年SBI大学院大学経営管理研究科客員教授。

## 著作
単著
- 『上智大学法学叢書　民事裁判の審理』（有斐閣、1987年）
- 『製造物責任訴訟』（弘文堂、1990年）
- 『日米知的財産訴訟』（弘文堂、1994年）
- 『新法学ライブラリ 製造物責任法』（サイエンス社、1995年）
- 『製造物責任法（新版）』（中央経済社、1995年）
- 『PL訴訟（新版）』（弘文堂、1995年）
- 『アメリカ民事訴訟法』（弘文堂、1996年）
- 『新民事訴訟法の要点』（新日本法規出版、1996年）
- 『新民事訴訟法の解説』（新日本法規出版、1998年）
- 『ケーススタディ　新民事訴訟法』（日本評論社、1999年）
- 『超明快訳で読み解く日米新ガイドライン』（日本評論社、1999年）
- 『プロブレム・メソッド新民事訴訟法』（判例タイムズ社、1999年）
- 『詳解金融商品販売法の解説』（新日本法規出版、2001年）
- 『民事訴訟法がわかる』（日本評論社、2002年）
- 『国際取引紛争（第3版）』（弘文堂、2003年）
- 『資産流動化の仕組みと実務』（新日本法規出版、2002年）
- 『新証拠法（第2版）』（弘文堂、2003年）
- 『民法の盲点と破産法入門　破産から民法がみえる』（、2003年）
- 『Q&A平成15年改正民事訴訟法の要点』（新日本法規出版、2003年）
- 『Q&A平成16年4月1日施行民事訴訟法の要点』（新日本法規出版、2004年）
- 『Q&A平成16年改正民事訴訟法・民事執行法の要点』（新日本法規出版、2004年）
- 『OD版アメリカ民事訴訟法（新版）』（弘文堂、2004年）
- 『ケースで学ぶ民事訴訟法（新版）』（日本評論社、2005年）
- 『裁かれる三菱自動車』（日本評論社、2005年）
- 『Q&A倒産法改正と民事法の実務』（新日本法規出版、2005年）
- 『新会社法と会社訴訟の実務』（新日本法規出版 、2006年）
- 『民法の盲点と破産法入門　新・破産から民法がみえる』（日本評論社、2006年）
- 『初学者からプロまで　民事訴訟法がわかる』（日本評論社、2007年）

共著
- 『「法と経済学」入門』（弘文堂、1986年）…神田秀樹との共著
- 『手続法から見た民法』（弘文堂、1993年）…角紀代恵との共著
- 『株主代表訴訟』（日本評論社、1996年）…原強との共著
- 『クロスオーバー民事訴訟法・刑事訴訟法（第2版）』（弘文堂、2004年）…安冨潔との共著
- 『論展講義シリーズ　担保物権法（第3版）』（弘文堂、2004年）…山本浩美との共著
- 『わかりやすい担保・執行法改正』（弘文堂、2004年）…角紀代恵との共著
- 『わかりやすい新破産法―倒産実体法はこう変わった』（弘文堂、2005年）…沖野真已との対談。
- 『論展講義シリーズ　破産法（第3版）』（弘文堂、2005年）…齋藤善人との共著
- 『論展講義シリーズ　民事訴訟法（第3版）』（弘文堂、2005年）…原強との共著

編著
- 『新製造物責任法大系　理論篇』（弘文堂、1994年）…東京海上研究所との編著
- 『新製造物責任法大系　対策・資料篇』（弘文堂、1994年）…東京海上研究所との編著
- 『日米製造物責任訴訟対策』（中央経済社、1996年）
- 『貸手責任と金融倒産』（清文社、1997年）
- 『新製造物責任法大系　海外篇』（弘文堂、1998年）…東京海上研究所との編著
- 『新製造物責任法大系　日本篇』（弘文堂、1998年）…東京海上研究所との編著
- 『金融取引の法律学』（悠々社、1998年）
- 『金融サービス法と貸手責任』（一粒社、200年）
- 『解説・個人再生手続』（弘文堂、2001年）…園尾隆司、山本和彦との編著
- 『判例講義　民事訴訟法』（悠々社、2001年）
- 『株主代表訴訟大系』（弘文堂、2002年）…近藤光男との編著
- 『新しい株主代表訴訟』（弘文堂、2003年）…近藤光男との編著
- 『条解　民事再生法』（弘文堂、2003年）…園尾隆司との編著
- 『Q&A改正担保・執行法の徹底解説』（中央経済社、2004年）
- 『法学講義　民事訴訟法』（悠々社、2006年）
- 『新会社法とコーポレートガバナンス　委員会設置会社VS監査役設置会社（第2版）』（中央経済社、2006年）